# Anodonta
Genre
Anodonta (les anodontes) est un genre de mollusques bivalves d'eau douce (moules).

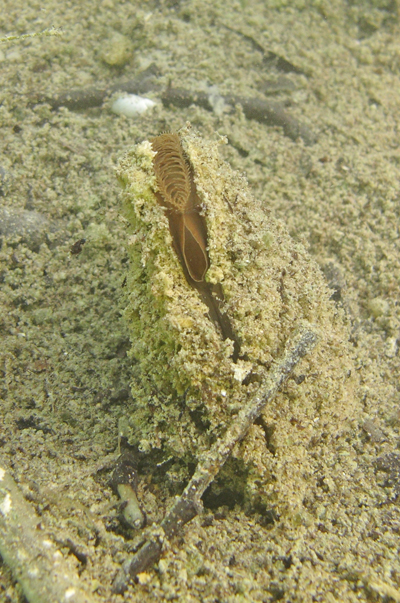
Anodonta anatina, en train de se nourrir et dont la coquille est couverte de périphyton

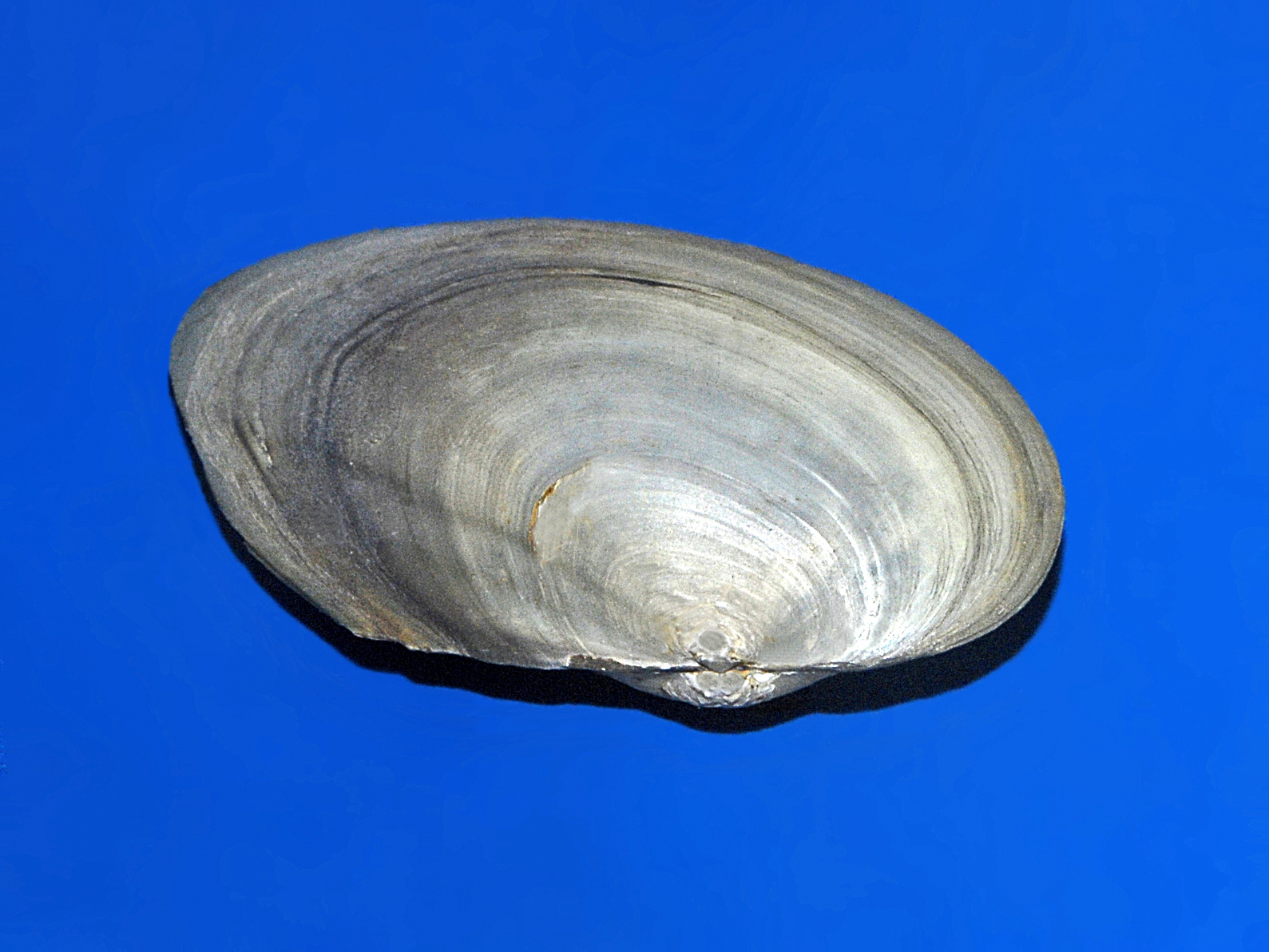
Valve de coquille d'Anodonta cataracta

C'est dans le genre Anodonta que l'on trouve les espèces des plus grands bivalves d'eau douce d'Europe. Les coquilles à charnière anodonte sont en général fines. Les larves Glochidium se fixent uniquement sur le corps des poissons entre deux écailles ou sur les nageoires mais non sur leurs branchies.
Les anodontes vivent et se déplacent lentement au fond de l'eau grâce à un pied unique. Ils préfèrent les eaux calmes dans lesquelles, enfoncés dans la vase, les individus entrouvrent leur coquille pour laisser passer leurs siphons respiratoires. Ils sont d'excellents filtres et, par leur action, participent à la purification de l'eau. Mais en contrepartie, ils peuvent accumuler des germes pathogènes et des polluants ou radionucléides et éventuellement les bio-accumuler dans leurs tissus et leur coquille.
Ces mollusques sont convoités par certains poissons comme la carpe et volontiers mangés par le rat musqué en hiver.

## Utilisations
Les coquillages ont joué un rôle important durant la préhistoire. Dans certaines régions du monde (par exemple sur les bords du Nil dont les sédiments étaient alors riches en mollusques), les anodontes semblent avoir été recherchés et appréciés par l'Homme préhistorique.
À titre d'exemple, dans les années 1920, le préhistorien Edmond Vignard (1885-1969) a fouillé des amas préhistoriques de déchets alimentaires dans la province d'Assouan en Haute-Égypte, sur les bords d'un ancien lac autrefois alimenté par le Nil et par deux autres fleuves aujourd'hui asséchés. Il y a trouvé « de nombreux amas de cuisine, formés de valves de moules fluviatiles genre "Unio" et "Anodonte" », il ajoute d’ailleurs qu’« elles sont encore parfaitement conservées et leur nacre épaisse possède un orient magnifique. Ces coquillages formaient, en certains endroits, de véritables kjoekkenmoeddings de plusieurs mètres cubes » renfermant aussi « des silex, des ossements, des cendres et de nombreux fragments de roches dures ». Des découvertes similaires ont été faites en Asie du Sud-Est où les amas de coquilles de Paludines, d'Ampullaires et Mulettes datés de l'âge de la pierre et de l'âge du bronze sont localement si importants qu'ils étaient encore au début du XXe siècle exploités comme carrière de pierre à chaux.
La nacre et les perles ont aussi intéressé notre ancêtre Homo sapiens, qui en a fait des plaquettes, des boutons, des bijoux, ou des éléments de marqueterie dont certains sont retrouvés dans des grottes préhistoriques, grottes sépulcrales ou dans certaines fosses ou sépultures préhistoriques ou antiques.
Dans les années 1870, l'explorateur allemand Georg Schweinfurth rapporte que certaines tribus africaines utilisent des coquilles d'anodontes comme cuillères  comme elles l'étaient autrefois en Égypte.
Dans la première moitié du XIXe siècle, dans les campagnes françaises, "on se sert dans bien des endroits pour lever la crème, de la valve droite de la coquille de l’Anodonte (Mytilus cygneus L.), qu’on nomme vulgairement crémière, crémette ou écrémette, et qui est commune dans les étangs et les eaux à fonds vaseux. Sa forme, sa grandeur, sa légèreté, son bas prix la rendent propre à cet usage."

## Liste des espèces
N.B. : cette liste est incomplète.
- Anodonta anatina (Linnaeus, 1758) - Anodonte des rivières ou Moule d'étang commune
- Anodonta beringiana Middendorff, 1851.
- Anodonta californiensis I. Lea, 1852.
- Anodonta cataracta Say, 1817.
- Anodonta couperiana I. Lea, 1840.
- Anodonta cygnea (Linnaeus, 1758) - Anodonte des cygnes, Anodonte des lacs, Mulette des cygnes ou Moule d'eau douce
- Anodonta dejecta Lewis, 1875.
- Anodonta gibbosa Say, 1824.
- Anodonta grandis Say, 1829.
- Anodonta heardi M. E. Gordon and Hoeh, 1995.
- Anodonta imbecillis Say, 1829.
- Anodonta implicata Say, 1829.
- Anodonta kennerlyi I. Lea, 1860.
- Anodonta nuttalliana Lea, 1838.
- Anodonta oregonensis I. Lea, 1838.

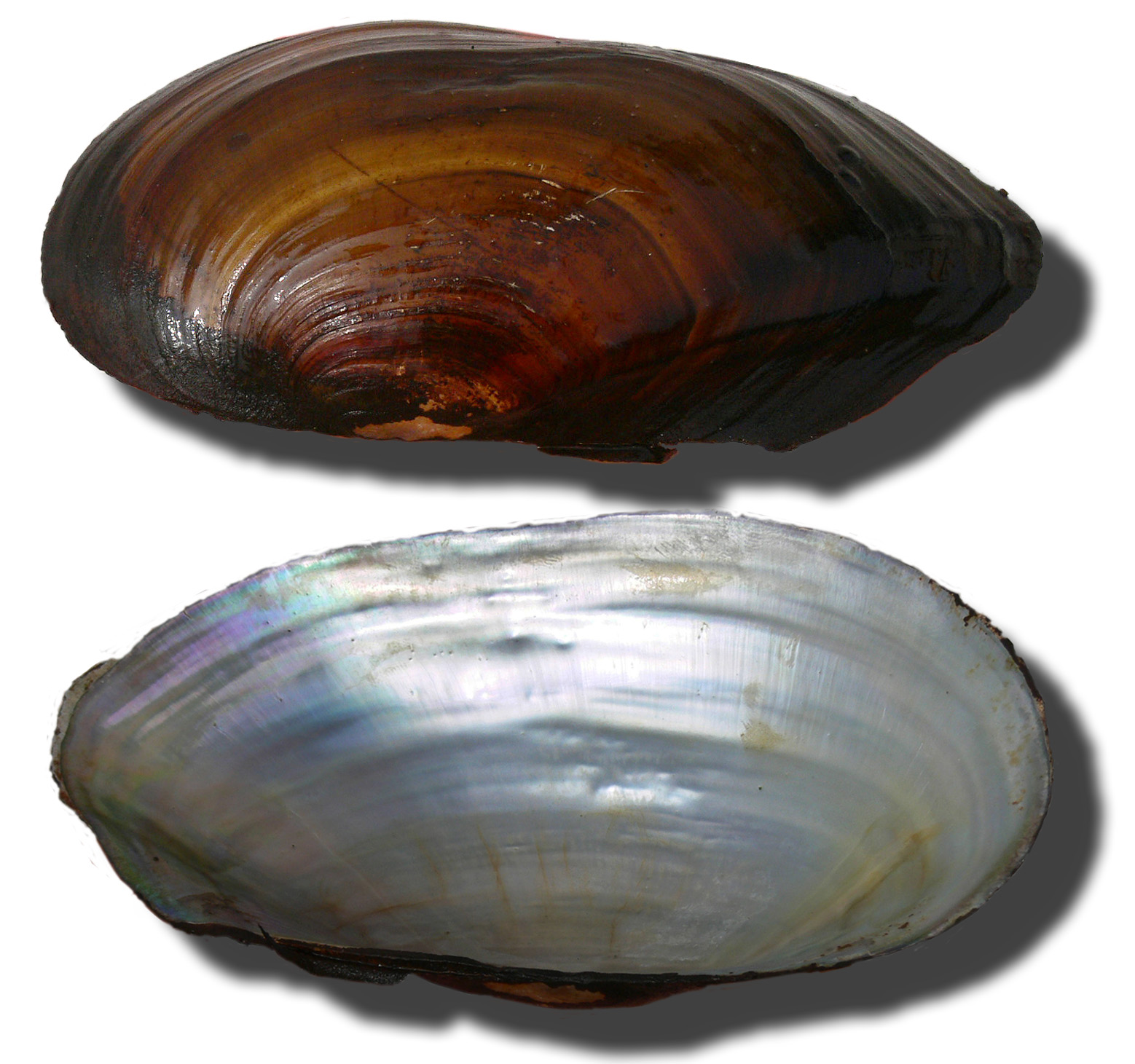
Anodonte des cygnes

- Anodonta peggyae Johnson, 1965.
- Anodonta suborbiculata Say, 1831.